# آنت باخ
آنت باخ (آلمانی: Annette Bach) بازیگر اهل آلمان است. شهرت او به‌واسطهٔ بازی در فیلم‌های ایتالیایی در جریان جنگ جهانی دوم و پس از آن بود و در چند فیلم نقش اصلی را ایفا نمود.
از فیلم‌هایی که وی در آن نقش داشته است، می‌توان به عشاق و زوس یهودی اشاره کرد.